# Список серий телесериала «Торчвуд»
Торчвуд (англ. Torchwood) — британский научно-фантастический телесериал с элементами фэнтези о событиях в Кардиффском отделении вымышленного «института Торчвуд», занимающегося изучением пришельцев и сверхъестественных явлений. Сериал представляет собой ответвление от популярного телесериала Доктор Кто, с которым тесно переплетается. Слово «Torchwood» является анаграммой «Doctor Who».

## Обзор сезонов
| Сезон | Название   | Серии | Серии | Даты показа     | Даты показа     | Даты показа     |
| Сезон | Название   | Серии | Серии | Первая серия    | Последняя серия | Канал           |
| ----- | ---------- | ----- | ----- | --------------- | --------------- | --------------- |
| 1     | —          | 13    | 13    | 22 октября 2006 | 1 января 2007   | BBC Three       |
| 2     | —          | 13    | 13    | 16 января 2008  | 4 апреля 2008   | BBC Two         |
| 3     | Дети Земли | 5     | 5     | 6 июля 2009     | 10 июля 2009    | BBC One         |
| 4     | День Чуда  | 10    | 10    | 8 июля 2011     | 9 сентября 2011 | Starz / BBC One |

## Сезон 1
| Номер | №  | Название                                                 | Режиссёр      | Сценарист                   | Зрителей (млн) | Дата выхода в эфир | Код  |
| --- | -- | -------------------------------------------------------- | ------------- | --------------------------- | -------------- | ------------------ | ---- |
| 1 | 1  | «Всё меняется» «Everything Changes»                      | Брайан Келли  | Расселл Ти Дейвис           | 2,519          | 22 октября 2006    | 1.1  |
| Констебль Гвэн Купер сталкивается с загадочной организацией под названием Торчвуд. Проведя расследование, она открывает для себя мир, о котором не могла и помыслить. После предательства и гибели Сьюзи Гвэн переходит на службу в Торчвуд.                                  |    |                                                          |               |                             |                |                    |      |
| 2 | 2  | «День первый» «Day One»                                  | Брайан Келли  | Крис Чибнелл                | 2,498          | 22 октября 2006    | 1.2  |
| Первый день Гвэн на новой работе. На Землю прибывает существо, поглощающее своих сексуальных партнёров во время их оргазма. |    |                                                          |               |                             |                |                    |      |
| 3 | 3  | «Машина призраков» «Ghost Machine»                       | Колин Тиг     | Хелен Рейнор                | 1,767          | 29 октября 2006    | 1.3  |
| Торчвуд обнаруживает устройство, позволяющее наблюдать травмирующие события прошлого. Оуэн становится свидетелем жестокого нерасследованного убийства и становится одержим идеей правосудия. В это же время команда обнаруживает, что устройство не уникально в своем роде…   |    |                                                          |               |                             |                |                    |      |
| 4 | 4  | «Киберженщина» «Cyberwoman»                              | Джеймс Стронг | Крис Чибнелл                | 1,391          | 5 ноября 2006      | 1.4  |
| Йанто хранит в подвале штаб-квартиры Торчвуда ужасную тайну, которую будет защищать любой ценой. |    |                                                          |               |                             |                |                    |      |
| 5 | 5  | «Маленькие миры» «Small Worlds»                          | Энди Годдар   | Питер Дж. Хэммонд           | 1,264          | 26 ноября 2006     | 1.5  |
| Джек встречается со старой подругой, следящей за существами, известными как «феи». Но Джек знает, что истинная природа этих существ гораздо более опасна. |    |                                                          |               |                             |                |                    |      |
| 6 | 6  | «Сельская местность» «Countrycide»                       | Энди Годдар   | Крис Чибнелл                | 1,217          | 19 ноября 2006     | 1.6  |
| Команда едет за город, чтобы расследовать серию загадочных исчезновений людей, но сами начинают исчезать по одному, когда на них нападают из-за угла. |    |                                                          |               |                             |                |                    |      |
| 7 | 7  | «Дары данайцев» «Greeks Bearing Gifts»                   | Энди Годдар   | Тоби Уитхауз                | 1,305          | 26 ноября 2006     | 1.7  |
| Торчвуд расследует дело о убийстве многолетней давности. Тем временем Тошико встречает женщину-телепата, знающую о ней всё, и начинает сомневаться в искренности своих коллег.                                                                                                |    |                                                          |               |                             |                |                    |      |
| 8 | 8  | «Они продолжают убивать Сьюзи» «They Keep Killing Suzie» | Джеймс Стронг | Пол Томалин и Дэн Маккаллок | 1,123          | 5 декабря 2006     | 1.8  |
| Расследуя дело о серийном убийце, Торчвуду приходится воскресить Сьюзи. Но такое нарушение вселенских законов сопряжено с опасными побочными эффектами. |    |                                                          |               |                             |                |                    |      |
| 9 | 9  | «Разные ботинки» «Random Shoes»                          | Джеймс Эрскин | Жакетта Мэй                 | 1,081          | 10 декабря 2006    | 1.9  |
| Молодой человек, помешанный на инопланетянах, попадает под машину. Теперь он не может успокоиться, пока Гвэн Купер не разгадает тайну его смерти. |    |                                                          |               |                             |                |                    |      |
| 10 | 10 | «Вне времени» «Out of Time»                              | Элис Траутон  | Кэтрин Трегенна             | 1,031          | 17 декабря 2006    | 1.10 |
| В аэропорту Кардиффа совершает посадку самолёт из 1950-х. Члены Торчвуда пытаются адаптировать пассажиров этого самолёта для жизни в XXI веке, но это оказывается намного труднее, чем ожидалось.                                                                             |    |                                                          |               |                             |                |                    |      |
| 11 | 11 | «Поединок» «Combat»                                      | Энди Годдар   | Ноэль Кларк                 | 0,826          | 24 декабря 2006    | 1.11 |
| Уивилов похищают неизвестные люди. Пытаясь обнаружить их, Оуэн внедряется в группу людей, устраивающую поединки с этими существами ради забавы. |    |                                                          |               |                             |                |                    |      |
| 12 | 12 | «Капитан Джек Харкнесс» «Captain Jack Harkness»          | Эшли Уэй      | Кэтрин Трегенна             | 1,232          | 1 января 2007      | 1.12 |
| Джек и Тош попадают в 1940 год - то время, когда Британия находится под постоянной бомбёжкой Люфтваффе. Пока Оуэн пытается открыть дыру в пространстве-времени, чтобы вытащить их обратно, Джек встречает красивого молодого американского пилота. Это капитан Джек Харкнесс. |    |                                                          |               |                             |                |                    |      |
| 13 | 13 | «Конец дней» «End of Days»                               | Эшли Уэй      | Крис Чибнелл                | 1,232          | 1 января 2007      | 1.13 |
| В результате открытия дыры в пространстве-времени, Торчвуду предстоит вступить в эпическую битву с библейским демоном Абадоном за существование человечества. |    |                                                          |               |                             |                |                    |      |

## Сезон 2
| Номер | №  | Название                                    | Режиссёр              | Сценарист         | Зрителей (млн)        | Дата выхода в эфир | Код  |
| --- | -- | ------------------------------------------- | --------------------- | ----------------- | --------------------- | ------------------ | ---- |
| 1 | 14 | «Чмок-Чмок, Пиф-Паф» «Kiss Kiss, Bang Bang» | Эшли Уэй              | Крис Чибнелл      | 4,219                 | 16 января 2008     | 2.1  |
| Бывший коллега и любовник Джека, капитан Джон Харт (Джеймс Марстерс), появляется в Кардиффе, якобы для того, чтобы спасти город от химических бомб, а в реальности — чтобы получить огромный бриллиант убитой им же женщины.                             |    |                                             |                       |                   |                       |                    |      |
| 2 | 15 | «Спящая» «Sleeper»                          | Колин Тига            | Джеймс Моран      | 3,782                 | 23 января 2008     | 2.2  |
| Торчвуд расследует дело о женщине, загадочным образом обезвредившей двух грабителей. |    |                                             |                       |                   |                       |                    |      |
| 3 | 16 | «До последнего человека» «To the Last Man»  | Энди Годдар           | Хелен Рейнор      | 3,511                 | 30 января 2008     | 2.3  |
| Тошико влюбляется в человека, замороженного в 1918-м году, но когда вокруг начинают появляться части того времени, она понимает, что у него нет выбора, кроме как уйти в своё время, чтобы предотвратить катастрофу.                                     |    |                                             |                       |                   |                       |                    |      |
| 4 | 17 | «Мясо» «Meat»                               | Колин Тига            | Кэтрин Трегенна   | 3,282                 | 6 февраля 2008     | 2.4  |
| Риз оказывается замешанным в деле о бесконечном источнике мяса. У Гвэн не остаётся выбора, кроме как рассказать ему всю правду о Торчвуде. |    |                                             |                       |                   |                       |                    |      |
| 5 | 18 | «Адам» «Adam»                               | Энди Годдар           | Кэтрин Трегенна   | 3,793                 | 13 февраля 2008    | 2.5  |
| Члены команды Торчвуд начинают терять куски памяти. В то же время к ним в команду добавляется странный человек по имени Адам. |    |                                             |                       |                   |                       |                    |      |
| 6 | 19 | «Перезагрузка» «Reset»                      | Эшли Уэй              | Дж. С. Уилшер     | 0,849 / 3,223 (4,072) | 13 февраля 2008    | 2.6  |
| Марта Джонс (Фрима Аджимен) временно присоединяется к Торчвуду, чтобы расследовать серию загадочных убийств. Все убитые оказались совершенно здоровыми, хотя совсем недавно они умирали от различных хворей.                                             |    |                                             |                       |                   |                       |                    |      |
| 7 | 20 | «Ходячий мертвец» «Dead Man Walking»        | Энди Годдар           | Мэтт Джонс        | 1,009 / 3,308 (4,317) | 20 февраля 2008    | 2.7  |
| Джек обнаруживает вторую перчатку воскрешения и временно возвращает Оуэна к жизни, чтобы попрощаться. Но Оуэн не собирается умирать. Теперь перед командой стоит вопрос: откуда берётся эта жизненная сила? Торчвуду придётся сразиться с самой смертью… |    |                                             |                       |                   |                       |                    |      |
| 8 | 21 | «День во смерти» «A Day in the Death»       | Энди Годдар           | Джозеф Лидстер    | 1,180 / 3,081 (4,261) | 27 февраля 2008    | 2.8  |
| Оуэн безуспешно пытается покончить жизнь самоубийством. |    |                                             |                       |                   |                       |                    |      |
| 9 | 22 | «Кое-что взаймы» «Something Borrowed»       | Эшли Уэй              | Фил Форд          | 0,980 / 2,765 (3,745) | 5 марта 2008       | 2.9  |
| Гвэн беременна от пришельца-перевёртыша, любящего человеческое мясо. |    |                                             |                       |                   |                       |                    |      |
| 10 | 23 | «Из дождя» «From out of the Rain»           | Джонатан Фокс Бассетт | Питер Дж. Хэммонд | 0,951 / 2,897 (3,848) | 12 марта 2008      | 2.10 |
| Из старой чёрно-белой киноплёнки сбегают 2 загадочных существа, похищающих дыхание людей. |    |                                             |                       |                   |                       |                    |      |
| 11 | 24 | «По течению» «Adrift»                       | Марк Эверест          | Крис Чибнелл      | 0,972 / 2,520 (3,492) | 19 марта 2008      | 2.11 |
| Гвэн расследует дело о загадочных исчезновениях, связанных с Рифтом. |    |                                             |                       |                   |                       |                    |      |
| 12 | 25 | «Фрагменты» «Fragments»                     | Джонатан Фокс Бассетт | Крис Чибнелл      | 0,717 / 2,976 (3,693) | 21 марта 2008      | 2.12 |
| Застряв в разрушенном здании, Джек, Йанто, Оуэн и Тошико вспоминают, как они попали в Торчвуд. |    |                                             |                       |                   |                       |                    |      |
| 13 | 26 | «Сквозные ранения» «Exit Wounds»            | Эшли Уэй              | Крис Чибнелл      | 3,125                 | 4 апреля 2008      | 2.13 |
| Грэй возвращается, чтобы отомстить старшему брату, Джеку Харкнессу, вместе с ним появляется и капитан Джон Харт. |    |                                             |                       |                   |                       |                    |      |

## Сезон 3: «Дети Земли»
Все пять серий третьего сезона разворачивается один сюжет. Продолжительность каждой серии — около часа.
| Номер | №  | Название                    | Режиссёр  | Сценарист         | Зрителей (в HD) (млн) | Дата выхода в эфир | Код |
| --- | -- | --------------------------- | --------- | ----------------- | --------------------- | ------------------ | --- |
| 1 | 27 | «День первый» «Day One»     | Эйрос Лин | Расселл Ти Дейвис | 6,472 (6,601)         | 6 июля 2009        | 3.1 |
| Все дети на планете Земля хором в одно и то же время произнесли фразу «Мы уже идём». Гвен находит пациента психиатрической клиники Клемента Макдоналда (актёр Пол Копли), который ведёт себя так же, как и дети — произносит фразы, транслируемые пришельцами — «расой 456». Клемент сообщает Гвен, что она беременна. Премьер-министр (актёр Брайан Грин) одобряет операцию «чистый лист», после чего заместитель министра внутренних дел Джон Фробишер (актёр Питер Капальди) приказывает убить несколько человек, включая Джека Харкнесса. Зная о бессмертии Джека, спецслужбы решают уничтожить его бомбой; взрыв бомбы уничтожает базу Торчвуда в Кардиффе. |    |                             |           |                   |                       |                    |     |
| 2 | 28 | «День второй» «Day Two»     | Эйрос Лин | Джон Фэй          | 6,136 (6,248)         | 7 июля 2009        | 3.2 |
| После уничтожения базы Торчвуда спецслужбы увозят останки Джека. Йанто и Гвен пускаются в бега. Гвен вместе с мужем Рисом отправляется в Лондон, где встречаются с Лоис Хабибой (актриса Cush Jumbo) — младшей помощницей Фробишера. Джон Фробишер получает от технического директора MI5 мистера Деккера (актёр Ян Гелдер) подробный перевод требований «расы 456»; в Темз-билдинг начинается сооружение устройства по этим требованиям. Йанто, Гвен и Рис помогают Джеку сбежать от спецслужб. Все дети Земли хором произносят фразу «Мы придём завтра». |    |                             |           |                   |                       |                    |     |
| 3 | 29 | «День третий» «Day Three»   | Эйрос Лин | Джеймс Моран      | 6,397 (6,557)         | 8 июля 2009        | 3.3 |
| Все дети Земли хором произносят фразу «Мы уже здесь» и указывают на центр Лондона. Джону Фробишеру официально поручено вести переговоры с представителем «расы 456», прибывшим в Темз-билдинг. Ещё до начала переговоров Фробишер просит пришельцев не упоминать о предыдущем контакте. Торчвуд развёртывает базу в Лондоне, для оснащения не брезгуя и незаконными методами. Гвен даёт Лоис Хабибе контактные линзы, с помощью которых Торчвуд намеревается следить за происходящим в Темз-билдинг. Надев линзы, Лоис проникает в Темз-билдинг, где Фробишер ведёт переговоры с «расой 456». Пришельцы требуют «в дар» 10 % детей Земли. Спецслужбы берут в заложники дочь и внука Джека Харкнесса. |    |                             |           |                   |                       |                    |     |
| 4 | 30 | «День четвёртый» «Day Four» | Эйрос Лин | Джеймс Моран      | 6,756 (6,883)         | 9 июля 2009        | 3.4 |
| Выясняется, что Джек Харкнесс как сотрудник Торчвуда участвовал в контакте с «расой 456» в 1965 году, когда в обмен на антивирус пришельцам отдали 11 детей из шотландского приюта. Двенадцатому ребёнку удалось бежать и скрыться, но и сегодня уже взрослый Клемент МакДональд всё ещё связан с «расой 456», он чувствует, что они вернулись. Переговоры с пришельцами заходят в тупик, «раса 456» не соглашается на меньшее число детей; правительство Великобритании начинает думать, как выполнить требования пришельцев в назначенный срок. Лоис Хабиба объявляет, что у Торчвуда есть записи совещаний премьер-министра и представителей ООН и их решения отдать пришельцам детей. Джек и Йанто проникают в Темз-хаус и пытаются вести переговоры с пришельцем, переговоры оканчиваются неудачей, погибают все люди в Темз-билдинг, в том числе Йанто. В этот же момент на базе Торчвуда погибает Клемент Макдональд. Все дети Земли хором называют цифры, но в каждой стране цифры разные: это 10 % детей каждой страны. |    |                             |           |                   |                       |                    |     |
| 5 | 31 | «День пятый» «Day Five»     | Эйрос Лин | Расселл Ти Дейвис | 6,581 (6,732)         | 10 июля 2009       | 3.5 |
| Не видя иного выхода, правительство Великобритании решает выполнить требования «расы 456»: под прикрытием «вакцинации» проводится операция по насильственному сбору детей на военных базах, откуда их должны забрать пришельцы. Премьер-министр назначает Фробишера козлом отпущения и приказывает отдать пришельцам дочерей. Гвен и Рис отправляются в Кардифф и пытаются спасти племянников Йанто и других детей. Джеку Харкнессу ценой жизни собственного внука удаётся смодулировать и послать сигнал, заставивший «расу 456» покинуть планету Земля, оставив детей. |    |                             |           |                   |                       |                    |     |

## Сезон 4: «День Чуда»
| Номер | №  | Название                                   | Режиссёр             | Сценарист                         | Зрителей (млн)       | Дата выхода в эфир                            | Код |
| --- | -- | ------------------------------------------ | -------------------- | --------------------------------- | -------------------- | --------------------------------------------- | --- |
| 1 | 32 | «Новый мир» «The New World»                | Бхарат Наллури       | Расселл Ти Дейвис                 | 1,51 (USA) 6,59 (UK) | 8 июля 2011 (Starz) 14 июля 2011 (BBC One)    | 101 |
| Когда сама смерть останавливается, весь мир сталкивается с самой опаснейшей ситуацией в истории. У агента ЦРУ Рекса Мэтисона лишь одна зацепка - Торчвуд. |    |                                            |                      |                                   |                      |                                               |     |
| 2 | 33 | «Экстрадиция» «Rendition»                  | Билли Гьерхарт       | Дорис Иган                        | 0,98 (USA) 5,75 (UK) | 15 июля 2011 (Starz) 21 июля 2011 (BBC One)   | 102 |
| Команда Торчвуда воссоединилась, и Джек понимает, что он - самый уязвимый человек на Земле. Полёт в США превращается в отчаянную битву за существование. |    |                                            |                      |                                   |                      |                                               |     |
| 3 | 34 | «Глубокая ночь» «Dead of Night»            | Билли Гьерхарт       | Джейн Эспенсон                    | 1,02 (USA) 5,49 (UK) | 22 июля 2011 (Starz) 28 июля 2011 (UK)        | 103 |
| Торчвуд подаётся в бега и находит нового врага, но они совершают набег на главный штаб ФиКорп, и Джек должен противостоять загадочному Освальду Дэйнсу. |    |                                            |                      |                                   |                      |                                               |     |
| 4 | 35 | «Побег в Лос-Анджелес» «Escape to L.A.»    | Билли Гьерхарт       | Джим Грей, Джон Шибан             | 0,94 (USA) 5,19 (UK) | 29 июля 2011 (Starz) 4 августа 2011 (UK)      | 104 |
| Битва против ФайКорп приводит команду Торчвуда в Калифорнию, где их поджидает ловушка. Тем временем, Освальд и Джилли понимают, что их враг - они сами. |    |                                            |                      |                                   |                      |                                               |     |
| 5 | 36 | «Категории жизни» «The Categories of Life» | Гай Ферланд          | Джейн Эспенсон                    | 1,02 (USA) 5,17 (UK) | 5 августа 2011 (Starz) 11 августа 2011 (UK)   | 105 |
| Торчвуд начинает работать под прикрытием и узнаёт ужасную правду, скрытую за Чудом. Враг приближается, и смерть вот-вот ужасающе вернётся. |    |                                            |                      |                                   |                      |                                               |     |
| 6 | 37 | «Посредники» «The Middle Men»              | Гай Ферланд          | Джон Шибан                        | 0,88 (USA) 4,60 (UK) | 12 августа 2011 (Starz) 18 августа 2011 (UK)  | 106 |
| Гвен, Рекс и Эстер в ловушке на обеих сторонах Атлантического океана, начинается гонка против времени - Джек отправляется в самое сердце тайной организации. |    |                                            |                      |                                   |                      |                                               |     |
| 7 | 38 | «Бессмертные грехи» «Immortal Sins»        | Гвинет Хордер-Пейтон | Джейн Эспенсон                    | 0,92 (USA) 4,48 (UK) | 19 августа 2011 (Starz) 25 августа 2011 (UK)  | 107 |
| Гвен борется, чтобы защитить свою семью, и выбирает страшный путь во времени и пространстве, раскрывающий долгую историю Чуда. |    |                                            |                      |                                   |                      |                                               |     |
| 8 | 39 | «Конец пути» «End of the Road»             | Гвинет Хордер-Пейтон | Джейн Эспенсон, Райан Скотт       | 1,17 (USA) 4,64 (UK) | 26 августа 2011 (Starz) 1 сентября 2011 (UK)  | 108 |
| Торчвуд прибывает в особняк Анжело Коласанто, дабы встретиться с человеком, посвятившим всю жизнь тому, чтобы узнать, кто стоит за Чудом. Человеком, который, несмотря на Чудо, сумел умереть. Героев ждет новая ловушка, новые союзники, новые предательства и новые открытия. |    |                                            |                      |                                   |                      |                                               |     |
| 9 | 40 | «Собрание» «The Gathering»                 | Гай Ферланд          | Джон Фей                          | 1,05 (USA) 4,63 (UK) | 2 сентября 2011 (Starz) 8 сентября 2011 (UK)  | 109 |
| Три Семьи ввергают мир в кризис, команда Торчвуда - побеждённая, беспомощная, разыскиваемая - должна заключить сделку с самим дьяволом. |    |                                            |                      |                                   |                      |                                               |     |
| 10 | 41 | «Линия крови» «The Blood Line»             | Билли Гьерхарт       | Расселл Ти Дейвис, Джейн Эспенсон | 0,95 (USA) 5,13 (UK) | 9 сентября 2011 (Starz) 15 сентября 2011 (UK) | 110 |
| Команда Торчвуда отправляется через весь мир на финальную, отчаянную миссию, но Три Семьи не остановить, если не принести ужасную жертву. |    |                                            |                      |                                   |                      |                                               |     |